# Fazakas Tibor
Fazakas Tibor (Barcaújfalu, Brassó megye, 1946. április 17. −) erdélyi magyar grafikus, a 20. századi op-art stílus továbbfejlesztője.

## Életpályája
Tanulmányait a marosvásárhelyi Művészeti Líceumban (1965), kolozsvári Pedagógiai Főiskolán (1968), valamint a bukaresti Nicolae Grigorescu Képzőművészeti Intézetben (1982) végezte. 1968-tól rajztanár Vajdahunyadon. 1981-től tagja a Romániai Képzőművészek Országos Szövetségének. 1993-tól alapító tagja a Magyar Képző- és Iparművészek Társaságának. 1997-től az újraalakult Barabás Miklós Céh tagja.
2006 óta Vajdahunyad tiszteletbeli polgára.
Műalkotásainak bemutatásához idézzük Csutak Levente egyik összefoglalóját: „Ezek a mértani szerkesztéssel, vonalak összejátszó szövedékéből kialakított – op-art műalkotásokra emlékeztető képek a beteljesedés, a formai tökély megtestesítői, egyensúlyképletek: nem csupán a mozgás és tér illúziója valósul meg bennük, hanem a mindörökké óhajtott harmónia a lelket megnyugtató összhang és szépség is.”

## Egyéni kiállítások
- 1976 – Déva, Vajdahunyad
- 1977 – Brassó, Sepsiszentgyörgy, Kézdivásárhely
- 1978 – Vajdahunyad, Bukarest
- 1979 – Déva
- 1980 – Kolozsvár
- 1982, 1984 – Vajdahunyad
- 1985 – Déva
- 1986 – Szászváros, Kézdivásárhely
- 1987 – Vajdahunyad
- 1988 – Marosvásárhely
- 1989 – Déva
- 1990 – Celldömölk, Sárvár, Szombathely, Vasvár
- 1990 – Pécs, Tokaj
- 1994 – Debrecen
- 1996 – Vajdahunyad
- 1998 – Kolozsvár, Marosvásárhely
- 2001 – Vajdahunyad, Déva
- 2004 – Sepsiszentgyörgy, Kézdivásárhely
- 2005 – Kolozsvár, Déva
- 2006 – Déva, Vajdahunyad, Brassó
- 2007 – Déva, Kolozsvár
- 2008 – Marosvásárhely, Vajdahunyad
- 2009 – Déva
- 2010 – Râmnicu Vâlcea
- 2011 – Nagybánya, Vajdahunyad
- 2012 – Déva

## Országos kiállítások
- 1981, 1982 – Craiova, Déva
- 1987, 1991, 1993 – Arad, Déva
- 1978, 1984 – Bukarest (Hunyad megyei képzőművészek tárlata)
- 1977, 1978 – Bukarest (a rajztanárok országos kiállítása)
- 1978, 1979, 1980, 1985, 1988, 1989 – Bukarest (Országos Grafikai Szalon)
- 1997, 1998 – Resicabánya (Országos Képzőművészeti Szalon)
- 1994, 1995 – Marosvásárhely (az Erdélyi Magyar Képzőművészek kiállítása)
- 1998, 2000, 2001, 2002, 2003, 2004, 2005 („Nagy Díj”) – Kovászna (Nyári Szalon)
- 1999, 2002 – Kolozsvár – A Barabás Miklós Céh III. Képzőművészeti és Iparművészeti kiállítása
- 2005 – Arad (Országos Rajzkiállítás)
- 2006 – Jelölés az RKSz Országos Grafikai Díjra
- 2008, 2009, 2011 – Expozitie Itineranta „Atitudini contemporane”
- 2009 – Sepsiszentgyörgy, A Barabás Miklós Céh Képzőművészeti és Iparművészeti kiállítása
- 2009, 2011 – Piatra Neamț
- 2010 – Vajdahunyad, Târgu Jiu, Bukarest (Parlament)
- 2011, 2012 – Országos Grafikai Szalon – Bukarest
- 2012 – Arad, Bienala Internationala de Grafica mica
- 2017 – Szépművészeti Múzeum Kolozsvár

## Nemzetközi kiállítások
- 1981 – Hyvinkaai (Finnország)
- 1994 – Arras (Franciaország), Trier (Németország) – a Hunyad megyei képzőművészek közös tárlata
- 1990, 1996 – Budapest, az Erdélyi Magyar Képzőművészek kiállítása
- 2000 – Debrecen
- 2003 – Chișinău (Moldova)
- 2004 – Érdemoklevél – A Szicíliai Nemzetközi Akadémia „Együttélés“ festészeti díja, Olaszország
- 2010 – Brüsszel (Belgium, Európai Parlament)

## Alkotótáborok
- 1981 – Déva
- 1984 – Várhely
- 1992 – Hejce, Szárhegy
- 1993 – Hortobágy, Hejce, Tokaj
- 1994 – Hortobágy, Hejce, Tállya
- 1995 – Hejce, Tállya, Encs
- 1997 – Tállya
- 2006-2009, 2012 – Zsobok
- 2010 – Hejce, (Magyarország)
- 2007, 2010, 2012 – Csolnakos (Hunyad megye)
- 2011 – Bugac (Magyarország)
- 2011 – 2012 – Valiug (Krassó-Szörény megye)
- 2012 – Mezőmadaras (Maros megye)

## Művei köz- és magántulajdonban
Románia, Anglia, Finnország, Franciaország, Hollandia, Japán, Magyarország, Németország, Olaszország, USA